# Eozinofil granulocita

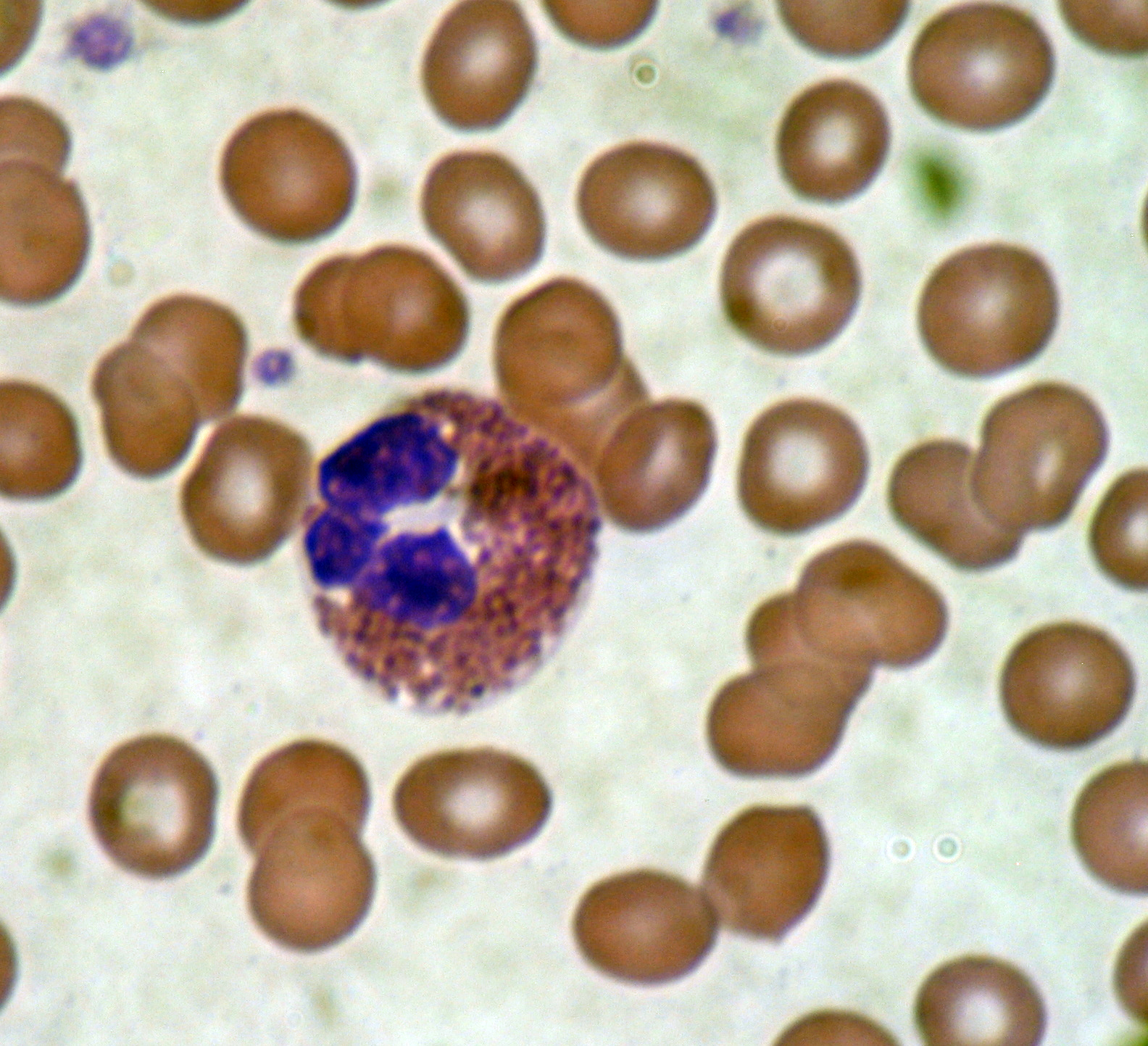

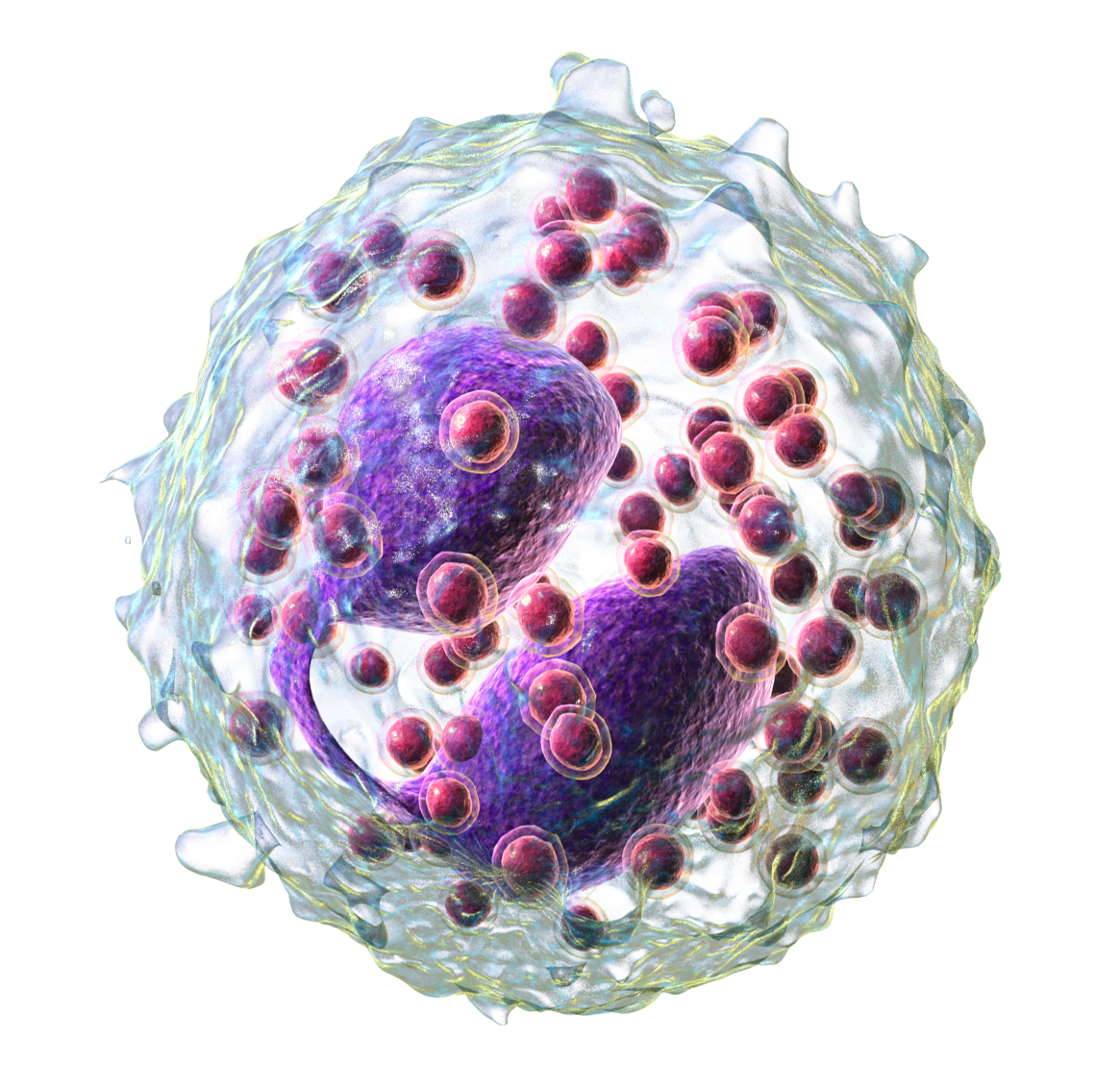
Eozinofil granulocita festett vérkeneten, illetve rajzon. A kétlebenyű, lilán festődő sejtmag mellett jól látszanak az apró vörös granulumok

Az eozinofil granulociták (vagy eozinofilek) a fehérvérsejtek egy csoportja, amelyek az immunrendszer részeként elsősorban a paraziták elleni védekezésért felelnek. A hízósejtekkel és neutrofilekkel együtt szerepet játszanak a szervezet allergiás és asztmás folyamataiban. A többi fehérvérsejthez hasonlóan a csontvelőben keletkeznek és onnan kerülnek a vérbe. 
Nevüket azért kapták, mert a citoplazmájukban található kis, kerek szemcsék (granulumok) a Romanowsky-festés során megkötik az eozint és téglavörösre festődnek (festés nélkül természetesen átlátszóak). Sejtmagvuk jellemzően kétlebenyű. A granulumok hisztamint, fő bázikus proteint, plazminogént, valamint különböző bontóenzimeket (peroxidázt, nukleázokat, lipázt) tartalmaznak. 
Egészséges személyekben az eozinofil granulociták a fehérvérsejtek 1–6%-át teszik ki. Átmérőjük kb. 12–17 mikrométer. Élettartamuk a keringésben 8-12 óra, de aktiváció nélkül a szövetekben további 8-12 napig elélhetnek.

## Fejlődésük

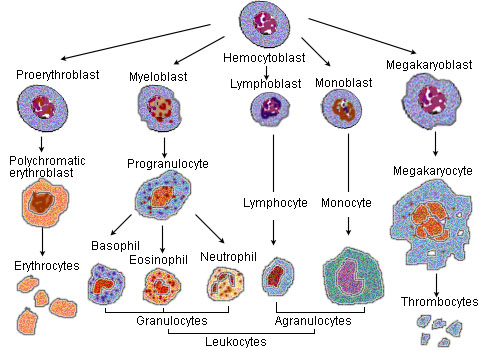
A fehérvérsejtek proliferációja

Az eozinofilek a csontvelőben keletkeznek és itt történik érésük is. A mieloid prekurzor sejtek fejlődését az interleukin-3 (IL-3), interleukin-5 (IL-5) és granulocita-makrofág kolónia-stimuláló faktor (GM-CSF) indítja be. Érésük után a vérkeringésbe kerülnek és szükség esetén bizonyos kemokinek (CCL11, CCL24, CCL5, B4 leukotrién) hatására a gyulladás vagy a féregfertőzés helyén gyűlnek össze. A helyszínen a T-helper limfociták aktiválják az eozinofileket az érésben már szerepet játszó citokinek (IL-5, IL-3, GM-CSF) segítségével. 

## Szerepük
Az aktiválás után az eozinofil granulociták a következő anyagokat termelik:
- kationos granulumfehérjéket, amelyeket aztán kibocsátanak a környezetükbe.[6][7][8]
- peroxidázaik által termelt szabad gyököket: hipobromitot, peroxidokat és szuperoxidokat.[9]
- lipidalapú szabályozómolekulákat: leukotriéneket (LTC4, LTD4, LTE4) és prosztaglandinokat (PGE2)[10]
- enzimeket (pl. elasztázt)
- növekedési faktorokat (pl. TGF-β, VEGF, PDGF.[11][12]
- citokineket: IL-1, IL-2, IL-4, IL-5, IL-6, IL-8, IL-13, TNF-α.[7][13]

Az eozinofilek részt vesznek a vírusfertőzés elleni küzdelemben, ebben segít a granulumokban tárolt RNS-bontó enzim. Ezenkívül a bazofil granulocitákkal és hízósejtekkel együtt aktív szerepet játszanak az allergiás és asztmás folyamatokban és részben tőlük függ lefolyásának súlyossága. Az egyik legfontosabb feladatuk a féregparaziták leküzdése, ilyen fertőzés esetén számuk megemelkedik. Részt vesznek a szervezet egyéb folyamataiban is, mint az emlőmirigy fejlődése, menstruációs ciklus, idegen szövetek kilökődése vagy neopláziák.
Az orrnyálkahártyában megnőtt eozinofilszám az orrüregi allergia egyik fontos diagnosztikai kritériuma.

### Granulumfehérjék
Az eozinofilek aktiváció hatására kiürítik granulumaik tartalmát a környezetbe, amelynek kationos fehérjéi citotoxikus és szövetbontó hatásokkal rendelkeznek. Ezek a proteinek többek között a következők:
- fő bázikus protein (MBP)
- eozinofil kationos protein
- eozinofil-peroxidáz
- eozinofil eredetű neurotoxin

Közülük az első három általános szövetroncsoló hatással rendelkezik. A fő bázikus protein többek között beindítja a hízósejtek és a bazofil sejtek granulumainak ürítését. Az eozinofil kationos protein és az eozinofil eredetű neurotoxin RNS-lebontó hatású, így hatékonyak az RNS-vírusok ellen. Az előbbi emellett pórusokat alkot a célsejt membránjában (ami sejtpusztuláshoz vezet), gátolja a T-limfociták fejlődését és a B-limfociták antitesttermelését, megindítja a hízósejtek granulumürítését, és nyálkatermelésre készteti a nyálkahártyák fibroblasztjait. A peroxidáz szabad gyököket hoz létre, amellyel beindítja a célsejt programozott sejthalálát (apoptózisát).

## Eozinofília
Eozinofíliának hívják azt az állapotot, amikor az eozinofilek száma a vérben meghaladja az 500-at mikroliterenként. Jellemzően akkor figyelhető meg, ha a betegnek allergiája vagy asztmája, bélparazitája, autoimmun vagy kötőszöveti betegsége (pl. rheumatoid arthritis, szisztémás lupus erythematosus, rosszindulatú tumora (eozinofiles leukémia, klonális hipereozinofília, vagy Hodgkin-limfóma), limfocita-variáns hipereozinofíliája, nagy kiterjedésű bőrbetegsége (pl. hámló dermatitisz), Addison-kórja vagy más alacsony kortikoszteroid hormontermeléssel járó betegsége, vagy nyelőcsövi refluxa (ekkor az eozinofilek a nyelőcső hámrétegébe gyűlnek) van, esetleg bizonyos gyógyszerek (pl. penicillin) mellékhatásaként is jelentkezhet.  
Az ellenkező jelenség az eozinopénia, amikor túl kevés az eozinofil a vérben. Ha emellett a fehérvérsejtszám magas, az utalhat bakteriális fertőzésre. Egyébként okozhatja stressz, Cushing-szindróma vagy szteroid gyógyszerek szedése.

## Fordítás
- Ez a szócikk részben vagy egészben  az   Eosinophil című angol Wikipédia-szócikk ezen változatának fordításán alapul.  Az eredeti cikk szerkesztőit annak laptörténete sorolja fel. Ez a jelzés csupán a megfogalmazás eredetét és a szerzői jogokat jelzi, nem szolgál a cikkben szereplő információk forrásmegjelöléseként.